# Galeus arae
Galeus arae е вид хрущялна риба от семейство Scyliorhinidae.

## Разпространение
Видът е разпространен в Коста Рика, Куба, Мексико (Юкатан), Никарагуа, САЩ (Джорджия, Мисисипи, Флорида и Южна Каролина) и Хондурас.